# Gaubitsch
Gaubitsch é um município da Áustria localizado no distrito de Mistelbach, no estado de Baixa Áustria.
Unidades administrativas:
- Altenmarkt (180 hab.)
- Gaubitsch (385 hab.)
- Kleinbaumgarten (321 hab.)